# Sarcopera tepuiensis
Sarcopera tepuiensis là một loài thực vật có hoa trong họ Marcgraviaceae. Loài này được (de Roon) Bedell miêu tả khoa học đầu tiên năm 1999.